# Конго (річка)
Ко́нго (кон. Nzâdi Kôngo, суах. Mto Kongo, фр. Fleuve Congo, порт. Rio Congo, також Заїр, Луалаба) — найбільша ріка центральної Африки, найбільш повноводна (друга у світі після Амазонки) і друга (після Нілу) за довжиною на континенті. У верхній течії (вище міста Кісангані) має назву Луалаба.

## Основні дані
Ріка Конго була утворена під час плейстоцену.
Вона протікає по всій території Демократичної Республіки Конго (колишній Заїр, в якому у 1971—1997 роках ріка також мала назву Заїр), а також при кордоні з Республікою Конго і Анголою.

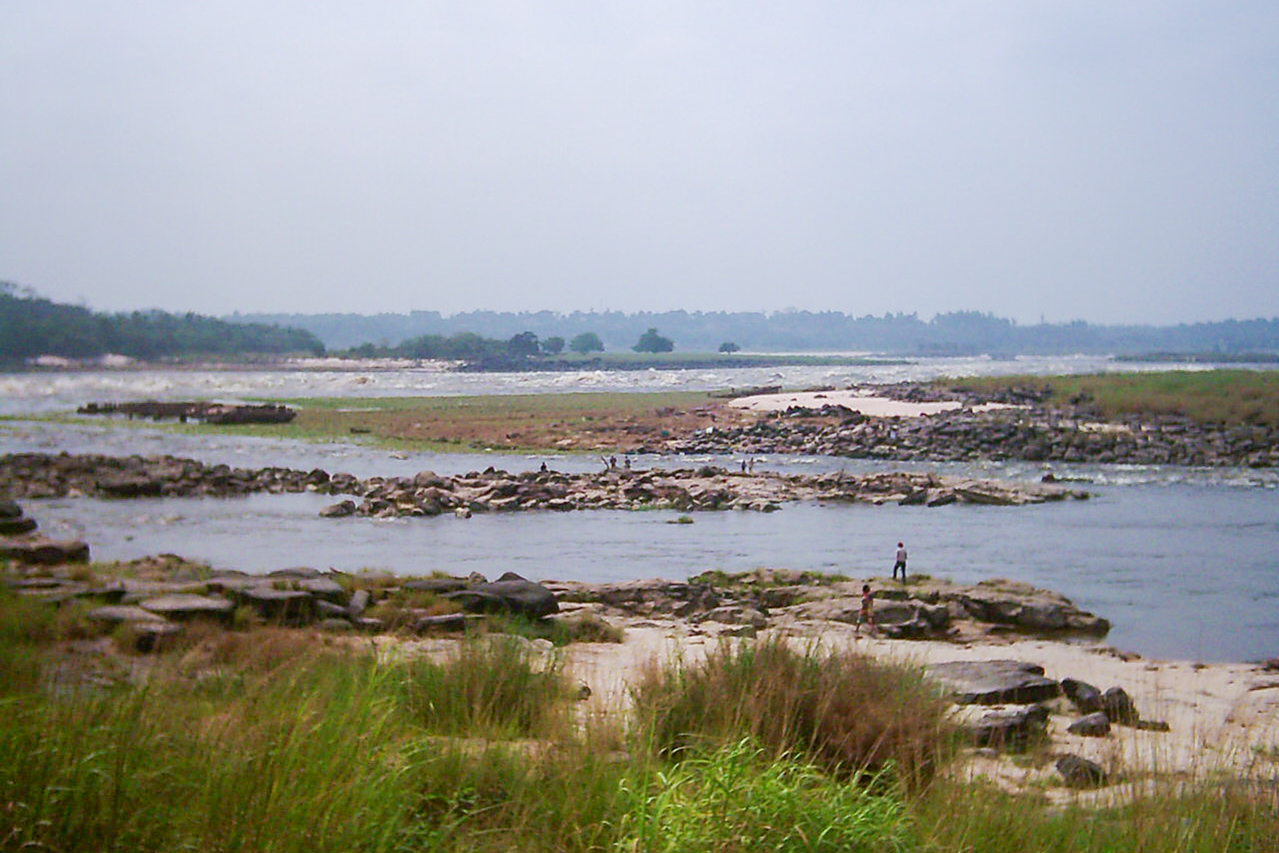
Конго в районі водоспадів Лівінгстона

Довжина ріки (разом із Луалабою) становить близько 4320 км; площа басейну — 3 691 000 км².
Протягом усього плину ріка нагадує велетенську дугу, обернену випуклістю на північ, при цьому вона двічі перетинає екватор. Внутрішня частина басейну ріки являє собою своєрідну простору западину — сінеклізу Конго, обмежену терасовими схилами. Тут ріка приймає свої найбільші притоки. До басейну Конго належать великі озера Танганьїка, Ківу, Бангвеулу та Мверу, а також дрібніші.
Через своєрідність будови западини для Конго і більшості її приток характерне чергування порожистих ділянок із бистринами та водоспадами з ділянками із спокійною течією.
Ріка і її притоки протікають через тропічні ліси Конго, другі за площею тропічні ліси у світі, які поступаються тільки тропічним лісам Амазонки в Південній Америці. Конго є однією з найглибших річок у світі, маючи глибини більші ніж 230 м.
Ріка Конго отримала свою назву від стародавнього королівства Конго, яке розташовувалося в гирлі річки. Демократична Республіка Конго й Республіка Конго — обидві країни, розташовані вздовж берегів річки — були названі на її честь. У період між 1971 і 1997 роками уряд тодішнього Заїру називав річку Заїр.

## Природне середовище
Утворення Конго, цілком імовірно, призвело до алопатричного видоутворення бонобо та шимпанзе від їхнього спільного предка. Бонобо є ендемічним видом вологих лісів регіону, так само як і інші знакові види, наприклад болотна мавпа Аллена (англ. Allen's swamp monkey), мавпа дріас (англ. Dryas monkey), генета водна (лат. Genetta piscivora, англ. Aquatic Genet), окапі та конголезький павич (Congo Peafowl).
З точки зору водної флори і фауни, басейн річки Конго має дуже високе видове багатство і є місцем однієї з найвищих концентрацій відомих ендеміків. На сьогодні в басейні річки Конго були зареєстровані майже 700 видів риб, і велика частина з них досі залишаються практично невивченими. У зв'язку з цим і через великі екологічні відмінності між регіонами в басейні його часто поділяють на кілька екорегіонів (замість того, щоб розглядати його як один екорегіон). Серед цих екорегіонів тільки нижні стремнини Конго (район водоспаду Стенлі) нараховують понад 300 видів риб, у тому числі близько 80 ендеміків, а південно-західна частина (басейн Касаї) — близько 200 видів риб, з яких близько чверті є ендемічними.
Домінуючими родинами риб, принаймні в деяких частинах річки, є коропові (такі як лат. Labeo simpsoni), морміри (риби-слони) (лат. Mormyridae), африканські тетри (англ. African tetra), пір'явусі соми (лат. Mochokidae) та цихліди. Серед місцевих риб у річці водяться також хижі агресивні гігантські тигрові риби (лат. Hydrocynus goliath). Два з найбільш незвичайних ендемічних видів цихлід — білуваті (не пігментовані) та сліпі лампролоґус летопс (лат. Lamprologus lethops), які, як вважають, живуть на глибині 160 метрів, та гетерохроміс (лат. Heterochromis multidens), які, як вважають, більш тісно пов'язані з американськими цихлідами, ніж інші африканські цихліди. Також на Конго водяться безліч ендемічних жаб та равликів.
Для басейну річки Конго є характерними вузькорилі (Mecistops cataphractus), нільські (Crocodylus niloticus) та тупорилі крокодили (Osteolaemus tetraspis), а також кілька видів черепах.
На річці планується звести декілька гідроелектростанцій і це може призвести до вимирання багатьох ендеміків.

## Течія

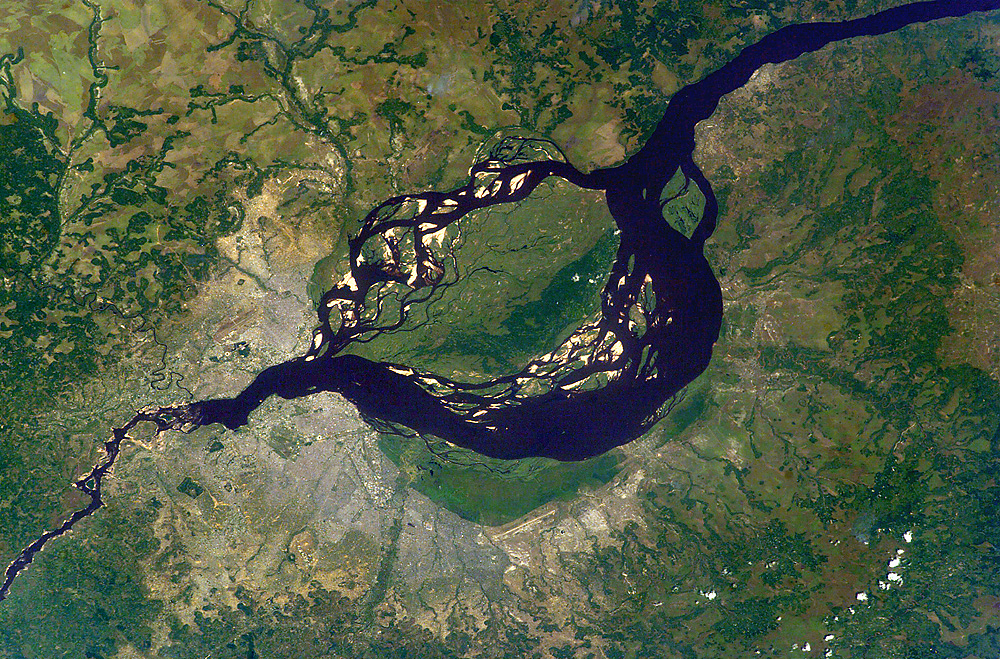
Супутниковий знімок Браззавілю, Кіншаси та пул Малебо на річці Конго.

Долина та русло Конго за своїм характером поділяються на три ділянки: верхня (Луалаба) — від витоків до водоспадів Бойома (2080 м) середня — між водоспадами Бойома та містом Кіншаса (1740 км) та нижня (500 км).
Починається Конго на південному сході Демократичної Республіки Конго, на плато Шаба, що є частиною Східно-Африканському рифту, поблизу кордону із Замбією, під назвою Луалаба. Як джерело Конго, відповідно до прийнятої в усьому світі практики використання найдовшої притоки, як і з річкою Ніл, як правило, приймають річку Чамбезі (фр. Chambeshi, англ. Chambeshi River), що протікає територією Замбії. У верхній течії річка перетинає у вузьких (30—50 м) ущелинах Нзіло кристалічний масив Біано, утворюючи каскад порогів та водоспадів. Починаючи від Буками, річка протікає пласкою рівниною грабену Упемба, де приймає велику праву притоку — річку Луфіра. Під самим екватором річка спускається з крайових уступів плато у западину Конго, утворюючи водоспади Бойома, і вже звідси називається Конго.
У межах западини Конго має характер спокійної рівнинної річки, її річище являє собою ланцюжок озероподібних розширень, які називаються пули, розділених відносно звуженими (1,5—2 км) ділянками. Найбільше таке розширення — Малебо — має довжину 30 км, ширину — 25 км.
У нижній течії Конго проривається до океану через Південно-Гвінейську височину у глибокій (500 м) ущелині. Протягом 350 км між містами Кіншаса та Матаді річка спускається на 270 м, утворюючи 70 порогів та водоспадів, так звані водоспади Лівінгстона. Біля міста Матаді Конго виходить на приморську низовину, і біля міста Банана впадає до Атлантичного океану, утворюючи при цьому великий естуарій (ширина до 17 км). Долина продовжується і на дні океану. Підводний канал Конго, який починається приблизно посередині естуарію, має довжину до 800 км завширшки до 8 км.

## Основні характеристики
Конго має досить складний режим. Більшість приток характеризуються переважанням осіннього стоку: на притоках із водозабором у Північній півкулі максимальний підйом води спостерігається у вересні — листопаді, у Південній — у квітні — травні. У середній та особливо у нижній течії сезонні коливання стоку в значній мірі згладжені через рівномірні поступання в річку вод її приток, оскільки великі частини басейну річки лежать вище і нижче екватора і принаймні в одній частині річки триває сезон дощів. Відтак, з усіх великих річок планети Конго відрізняється найбільшою природною зарегульованістю.
Максимальні паводки спостерігаються у верхній течії — у листопаді — грудні, у середній та нижній — у травні — червні та у листопаді — грудні.
Пересічні витрати води становлять 46 тис. м³/с, максимальні 75 тис. м³/с, мінімальні 23 тис. м³/с. Середньорічний стік води — 1450 км³. Величезні маси води, що виносяться до океану, опріснюють його на 75 км від берега. Твердий стік становить приблизно 50 млн т за рік.

### Гідрометрія— стік біля Кіншаси
Стік річки спостерігався протягом 81 року (1903—1983) в Кіншасі, столиці Демократичної Республіки Конго, що знаходиться приблизно за 3 937 км від її джерела і за 490 км від її гирла в океані.
У Кіншасі середньорічна витрата води, що спостерігалася за цей період, становила 39 536 м³/с за іншими даними 40 251 м³/с, при площі стоку близько 3 475 000 квадратних кілометрів, що становить майже 95 % всього вододілу річки.
Кількість опадів в басейні досягла 359 міліметрів на рік.

## Притоки
Головними притоками річки Конго є:

### Праві
- Луфіра(інші мови) (англ. Lufira River, фр. Lufira[fr])
- Лувуа (англ. Luvua River[en], фр. Luvwa[fr])
- Лукуга (англ. Lukuga River, фр. Lukuga)
- Арувімі (англ. Aruwimi River, фр. Aruwimi)
- Ітімбірі[fr]
- Убангі (англ. Ubangi River, фр. Oubangui)
- Санга (англ. Sangha River[en], фр. Sangha[fr])
- Лікуала (англ. Likouala River, фр. Likouala)
- Аліма (англ. Alima, фр. Alima[fr])
- Нкені (фр. Nkéni)
- Лефіні (англ. Lefini River[en], фр. Léfini)
- Джа[fr]
- Лео (англ. Leo,фр. Leo)

### Ліві
- Лубуді (англ. Lubudi River, фр. Lubudi[fr])
- Ломамі (англ. Lomami River, фр. Lomami)
- Лулонга (англ. Lulonga River, фр. Lulonga)
- Рукі[fr][14]
- Касаї (англ. Kasai River, фр. Kasaï)
- Інкісі (англ. Inkisi River)

## Найбільші острови
- Кеве (фр. Kewe[fr])
- Мбіе (фр. Mbie[fr])
- Еборо (фр. Eboro[fr])
- Умата (фр. Umata[fr])
- Іфанду (фр. Ifandu[fr])
- Есабо (фр. Esabo[fr])
- Елумба (фр. Elumba[fr])
- Еліма (фр. Elima[fr])
- Есумба (фр. Esumba[fr])
- Укатурака (фр. Ukaturaka[fr])
- Сумба (фр. Sumba[fr])
- Елоло (фр. Elolo[fr])
- Сонджі (фр. Sondji)
- Болімба (фр. Bolimba)
- Ілата (фр. Ilata)
- Маїта (фр. {Maita)
- Кале-Кале (фр. Kale-Kale)
- Нкаса (фр. Nkasa[fr])
- Мбаму(фр. M'Bamou[fr])
- Матеба (фр. Mateba[fr])

## Історія відкриття
Наприкінці 1481 року португальський король Жуан II послав флотилію каравел до Золотого Берега (сучасна Гана), щоб відкрити копальні для видобутку золота. Експедицію очолив Діогу Азанбужі. Для копальні потрібні були раби, тому у 1482 році Азанбужі послав Діогу Кана обстежити невідоме тоді західне узбережжя Африки. У районі 6° пд. ш. португальці виявили гирло великої річки і висадились на берег, де їх зустріли чорношкірі люди племені банту. Вони розповіли, що річка називається Нзаді — «Велика», а державою, по якій вона тече, володіє король Маніконго. На знак відкриття біля гирла встановили кам'яний стовп і проголосили річку та довколишні землі власністю португальської корони. Річку назвали Ріо-де-Падран — «Річка кам'яного стовпа».
У 1871—1872 роках річка досліджувалась з метою пошуку витоку Девідом Лівінгстоном; згодом у 1876—1877 роках ділянку нижньої течії досліджував Стенлі; притоку Касаї вивчав Віссман у 1885 році.

## Використання
Річки та озера басейну річки багаті на рибу (приблизно до 1000 видів). Типовими представниками є протоптерус, тиляпія, багатопер, вусач, тигрова риба.

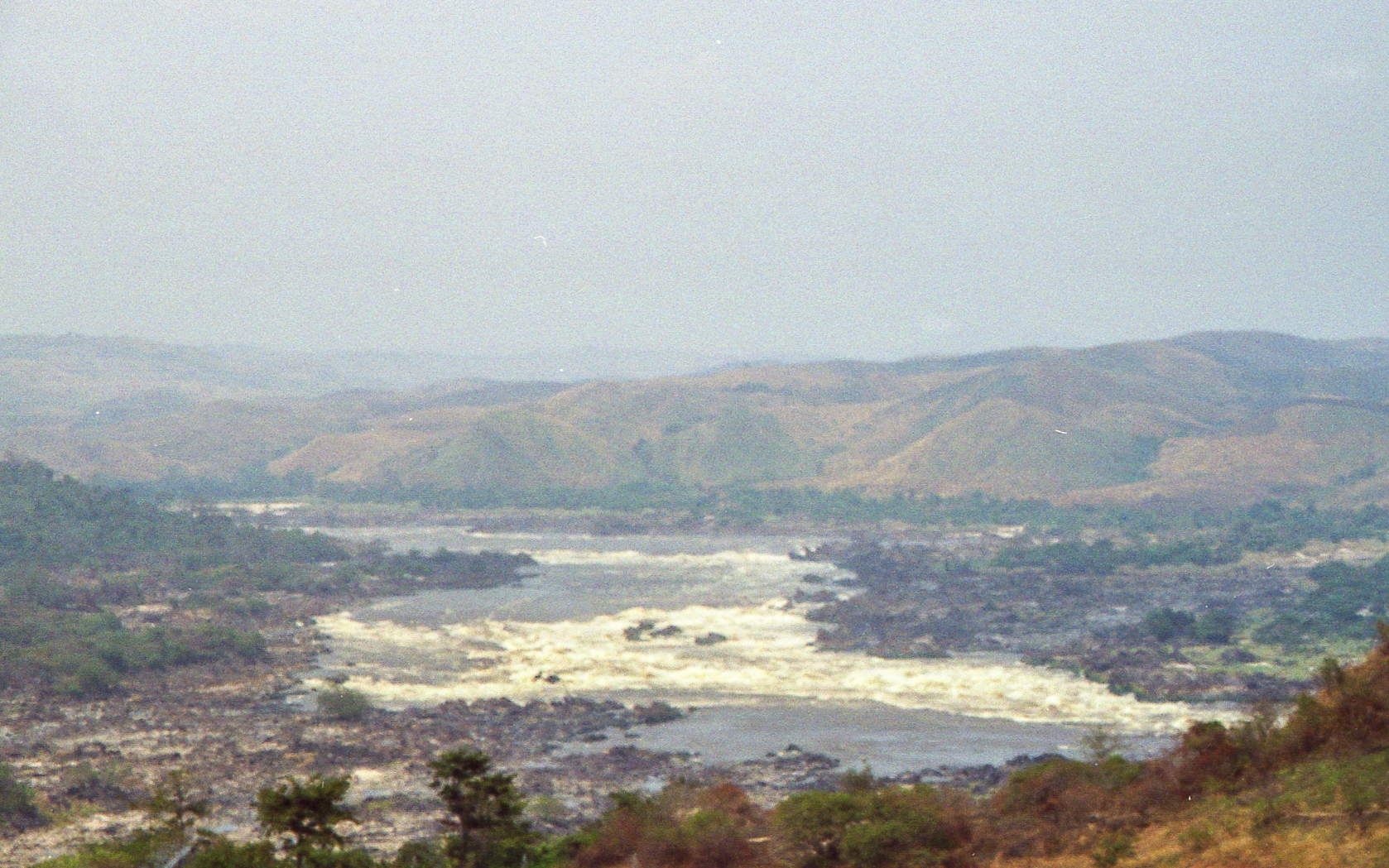
Пороги в системі водоспаду Лівінгстона

Хоча водоспад Лівінгстона закриває доступ з моря, майже вся Конго судноплавна на окремих ділянках, особливо між Кіншасою та Кісангані. Ще до недавнього часу тут працювали великі річкові пароплави. Річка Конго досі є важливою магістраллю у землях без автомобільних доріг чи залізниць.
Загальна довжина судноплавних шяхів басейну Конго становить 20 тис. км. Судноплавство здійснюється також по озерам Танганьїка та Ківу. Сама річка судноплавна на окремих ділянках, зв'язаних між собою залізницями Букама — Конголо (645 км), Кінду — Убунду (300 км), Кісангані — Кіншаса (1742 км), Матаді — гирло (138 км).
Залізниці в наш час[коли?] обходять три головних водоспади, і значна частина торгівлі в Центральній Африці проходить уздовж річки. Зокрема так перевозять мідь, пальмову олію, цукор, каву та бавовну. Річка також є потенційно цінною для гідроелектростанцій і гребля ГЕС Інга, нижче заводі Малебо — перша, котра використовує річку Конго.
Важливі міста та порти на річці:
- Букама (англ. Bukama, фр. Bukama)
- Конголо (англ. Kongolo, фр. Kongolo)
- Кінду (англ. Kindu, фр. Kindu)
- Убунду (англ. Ubundu, фр. Ubundu)
- Мбандака (англ. Mbandaka, фр. Mbandaka)
- Кісангані (англ. Kisangani, фр. Kisangani)
- Кіншаса (англ. Kinshasa, фр. Kinshasa)
- Бома (англ. Boma, фр. Boma)
- Матаді (англ. Matadi, фр. Matadi)
- Банана (англ. Banana, фр. Banana)
- Бумба (англ. Bumba, фр. Bumba) (ДРК)
- Браззавіль (англ. Brazzaville, фр. Brazzaville) (Республіка Конго)

### Гідроенергетика
За запасами гідроенергії (близько 390 гВт) басейн річки Конго займає перше місце серед річкових басейнів планети і, відтак, Африки. Під час сезону дощів вона виносить в Атлантичний океан понад 50 000 м³ води на секунду. Можливості річки Конго і її приток для гідроенергетики, таким чином, величезні. Вчені підрахували, що потужність всього басейну річки Конго становить тринадцять відсотків світового гідроенергетичного потенціалу. Його використання дозволило б забезпечити достатню потужність для всіх потреб в електроенергії Африки південніше Сахари.
Наразі в басейні річки Конго є близько сорока ГЕС: ГЕС Нзіло, ГЕС Нсеке та ін. Найбільшою з них є Інга (фр. Barrages d'Inga, англ. Inga Dam), приблизно за 200 км на південний захід від Кіншаси. Проект Інга був запущений на початку 1970-х будівництвом першої греблі. Чотири додаткові греблі та будівництво гігантської греблі дало б загальну потужність 34 500 МВт, що майже втричі перевищує сумарну потужність всіх наявних бельгійських електростанцій. На сьогоднішній день побудовані тільки дві греблі Інга І та Інга II, на яких працюють чотирнадцять турбін. Проекти Інга III (фр. Barrage Inga III) та Велика Інга (фр. Barrage Grand Inga, англ. Grand Inga Dam) знаходяться на стадії проектування.
У лютому 2005 року Південноафриканська державна енергетична компанія «Еском» (англ. Eskom), оголосила пропозицію про швидке збільшення потужності ГЕС Інга за рахунок вдосконалення і будівництва нової греблі. Проект міг би збільшити максимальну потужність об'єкта до 40 ГВт, що удвічі більше, ніж дає китайська ГЕС «Три ущелини» (англ. Three Gorges Dam, кит.: 三峡工程).
Є побоювання, що будівництво цих нових гребель гідроелектростанцій може призвести до вимирання багатьох видів риб, які є ендемічними в річці.
Також значними ГЕС у басейні Конго є Ле-Марінель (англ. Le Marinel) та Делькоммюн (англ. Delcommune) (Луалаба), Франкі (Луфіра).

## Біологія
Іхтіофауна Конго представлена тисячею різноманітних видів риб, з яких промислове значення мають нільський окунь, тиляпія, дагаа, барбель, конголезькі щуки, тигрова риба, соми.